# Ophiocentrus novae-zelandiae
Ophiocentrus novae-zelandiae är en ormstjärneart som beskrevs av Torsten Gislén 1926. Ophiocentrus novae-zelandiae ingår i släktet Ophiocentrus och familjen trådormstjärnor. Inga underarter finns listade i Catalogue of Life.